# 梅花螺絲

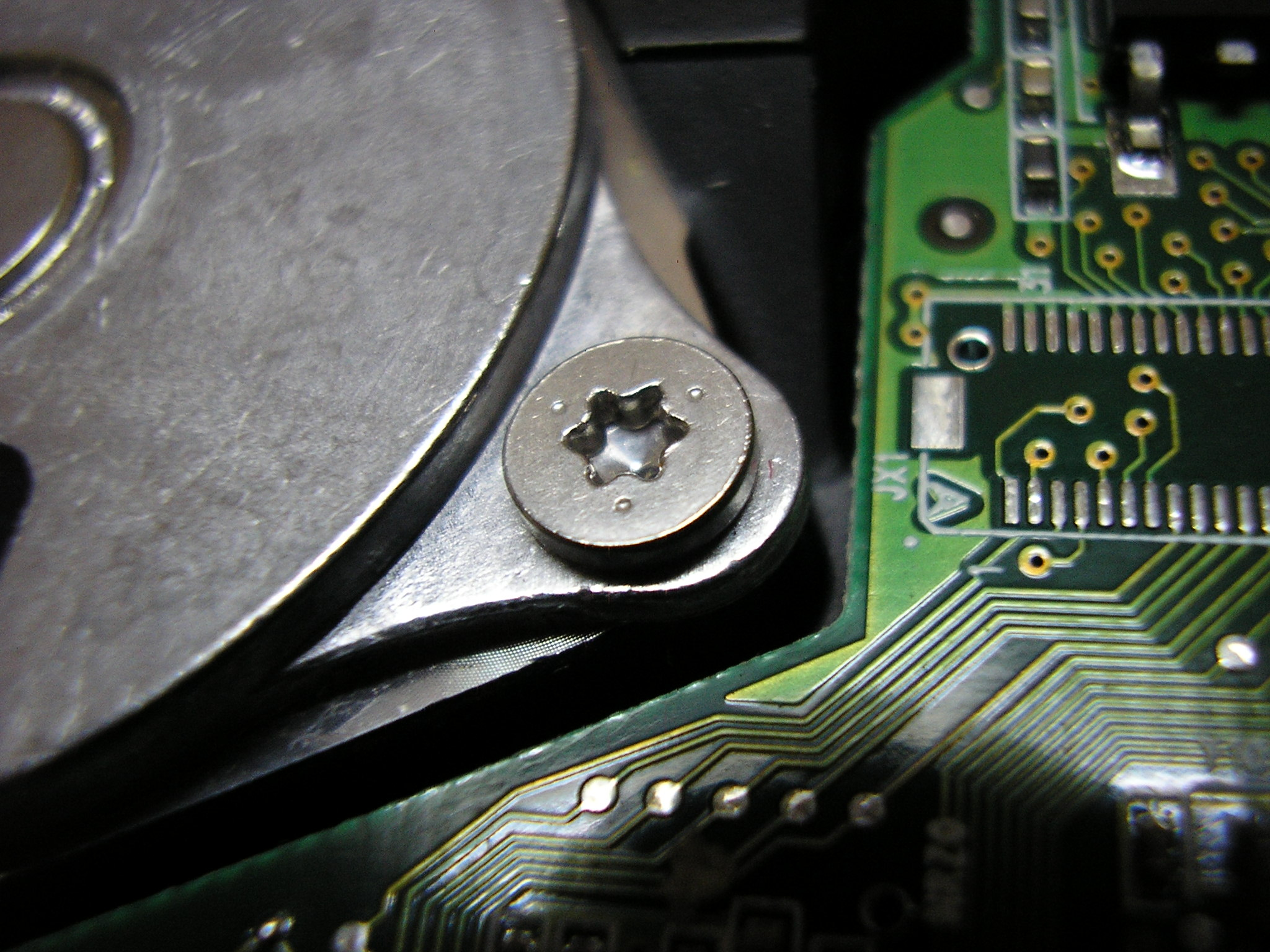
在硬碟上1個梅花螺絲

内六角梅花螺丝（英語：hexalobular socket screw），正式名称为ISO10664螺丝或內梅花螺絲（hexalobular internal）、也称星形螺絲（star socket screw），是美国康嘉德事隆（Camcar Textron）公司於1967年研发上市的一种螺丝紧固件。因为康嘉当年申请专利的商品名是Torx，因此也称Torx螺丝（Torx screw）。
梅花螺絲常見於汽車、摩托、自行車的剎車系統，硬碟、電腦系統及消費類電子產品中 。

## 操作原理
根據設計，梅花頭螺釘的防凸起偏離情形會優於菲利普頭螺釘或一字螺釘。菲利普頭螺釘被設計為在施加的扭力太大時，會讓螺絲起子產生凸起偏離，以防止過緊，而梅花頭螺釘則是設計來防止螺絲起子凸起偏離。這種設計上會轉變是來自於工廠所使用的自動扭力控制螺絲起子的廣泛使用。扭力控制螺絲起子設計上可以做到穩定提供一預定地扭矩，不會提供過度的力矩，因此不需要在像以往需要依賴螺絲頭的設計去確保當扭力過大時讓螺絲起子產生凸起偏離以滑出螺絲頭。自從使用扭力控制螺絲起子後使用者可以不用再冒著損害螺絲起子尖端、螺絲頭部、甚或是工件的風險，來確定螺絲是否鎖緊，因此有了梅花頭螺釘來預防凸起偏離的情況。

在梅花型頭部（下圖），螺絲起子和螺帽的接觸平面與圓周(旋轉)力的角度，比在一般六角螺絲頭部（上圖），更接近90度。

梅花頭的設計能夠施加比類似尺寸的一般六角螺絲頭能承受的更高扭矩，而不會損壞螺絲頭部和/或工具。右圖描述一般六角螺絲頭和梅花螺絲頭的公/母頭部件間的交互作用。部件之間的間隙是為了清晰而做了誇大。 該圖沒有顯示出真正的梅花輪廓，但顯示了一般形狀和幾何特徵。

綠色圓圈是將兩者(螺絲起子與螺絲)接觸的六個點連接成圓，可代表每點所受旋轉力方向。 但因接觸平面不垂直此圓，故會產生徑向力，傾向“凸出”母頭和“壓縮”公頭。 如果此徑向力超過材料降伏強度，就會造成螺絲起子尖角變圓或母頭邊線分裂。 此力大小是跟綠圈和接觸面夾角（橙色）餘切成正比。 由此可以看出，梅花型設計比六角頭的接觸夾角更接近90度，所以在相同轉矩下，潛在破壞性徑向力會小得多。 此特性允許在相同的扭矩下，螺絲頭部可以做得更小，優點是空間減少。但較舊頭部的缺點是越小的內部“星型”，越容易腐蝕，並會讓梅花起子滑動並損壞頭部，而使其比傳統的六角螺栓更難以移除。

## 變體

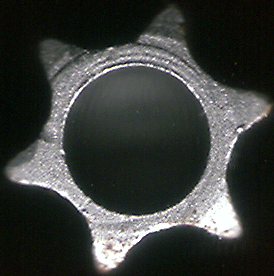
安全梅花起子

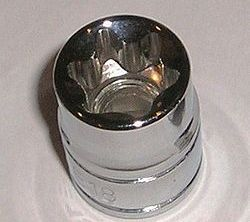
外梅花套筒(起子)

有一種被稱為安全梅花螺絲, 防篡梅花螺絲（常簡稱為梅花TR）或突出梅花螺絲，其位於螺絲頭部中央的凸點可防止標準梅花起子(或一字起子)插入。
另一版本被稱為外梅花螺絲，其螺釘頭是梅花螺絲起子形狀，且使用梅花套筒來轉動。 外部梅花的標準尺寸“E”與的標準梅花的“T”大小不相容，（例如，一個E40套筒對T40的頭部過大，而E8梅花套筒可以跟T40梅花配合）。

## 圖集

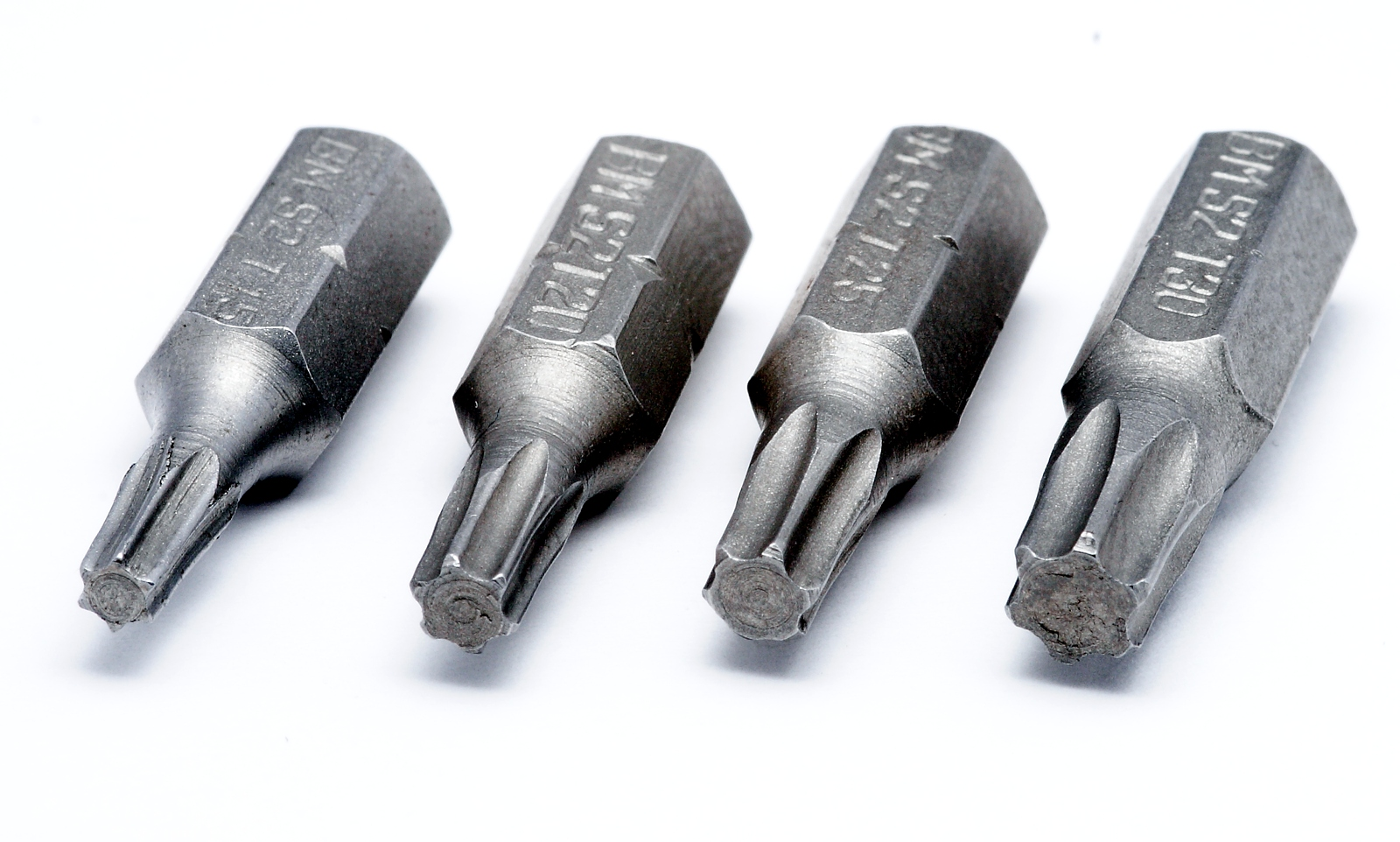
T15，T20，T25，T30
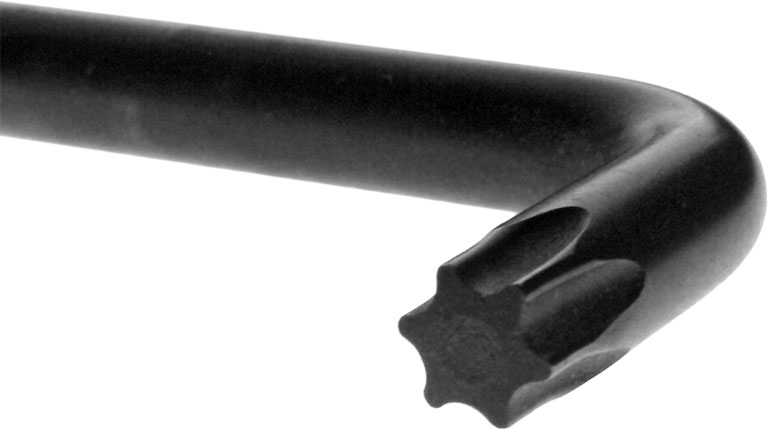
扳手
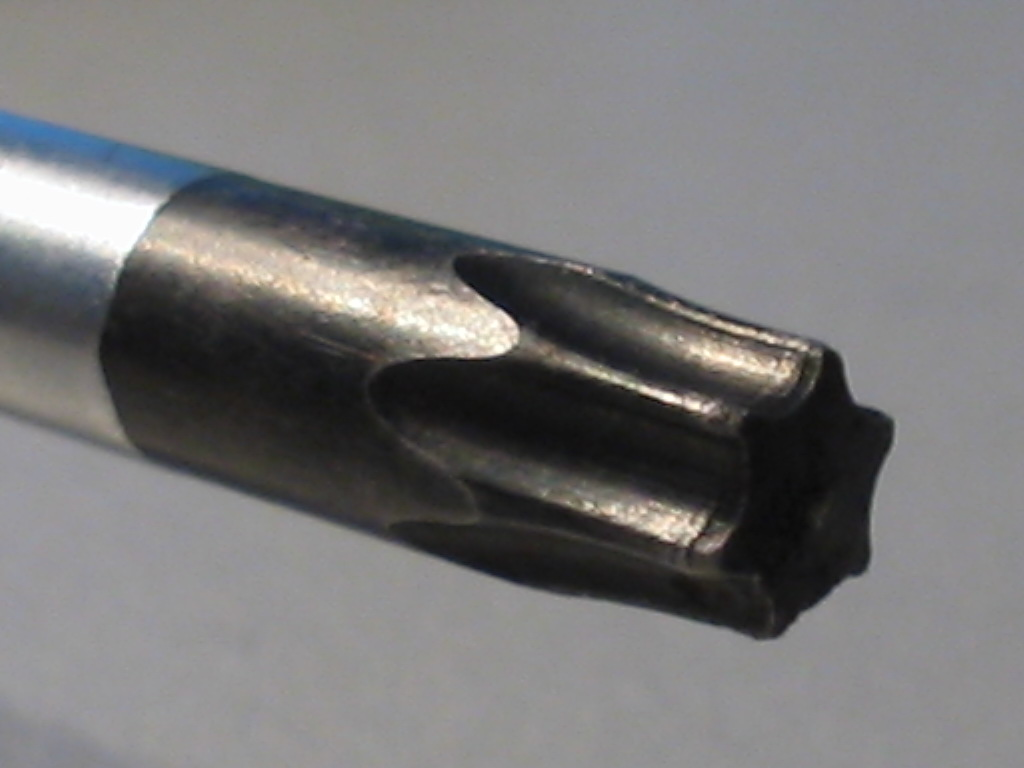
梅花內六角螺絲扳手特寫
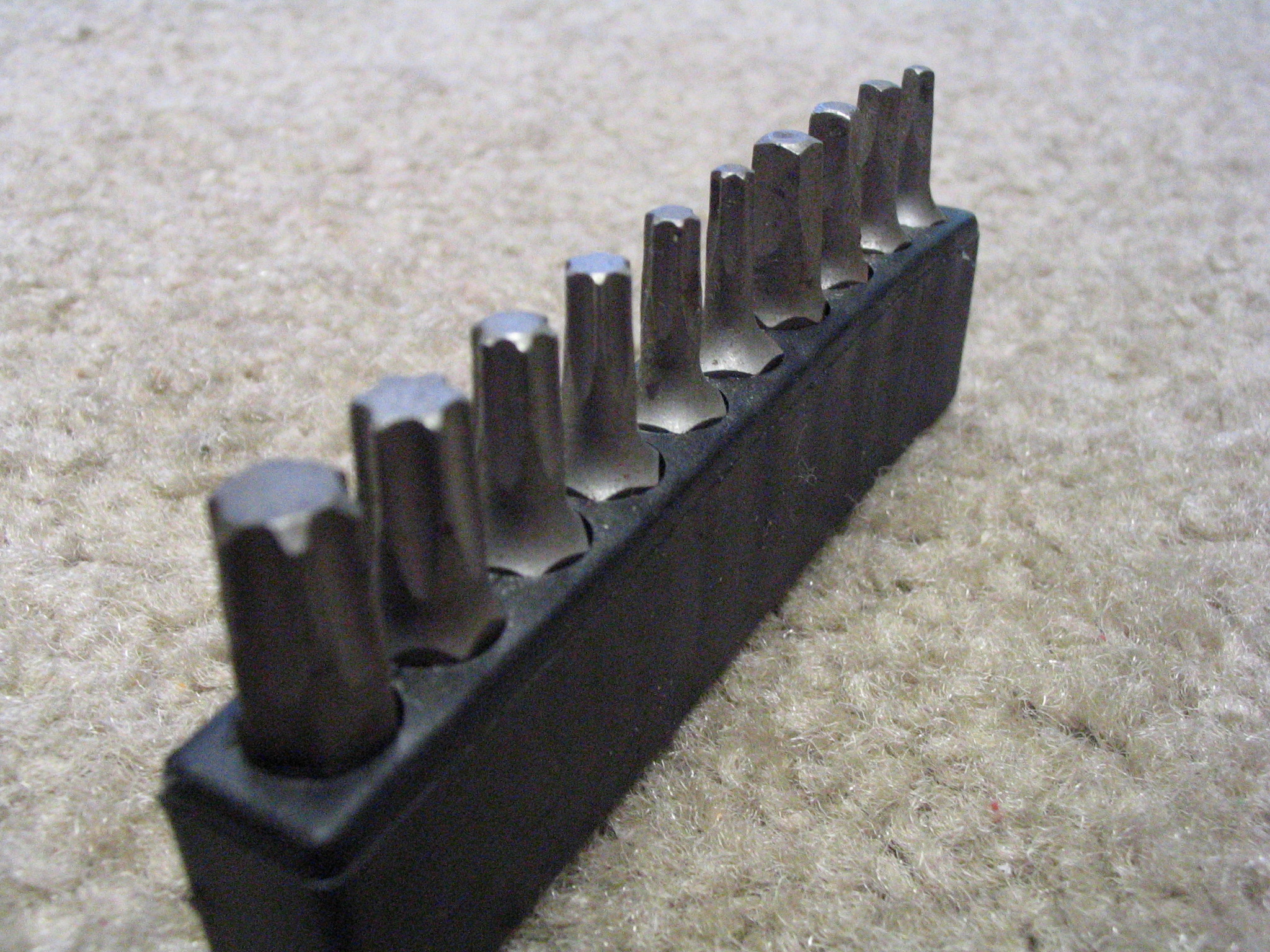
梅花形螺絲扳手頭種類

## 另請參見
- 扳手